# Murals exteriors del bar
Els murals exteriors del bar són dos murals pintats a l'entrada de la cafeteria de les Llars Mundet, al bari de Montbau, Barcelona. Es tracta d'una parella de composicions abstractes, del 1958, no signades, atribuïdes a Will Faber, que va col·laborar en els vitralls de l'església de les Llars Mundet.